# Diecéze Teano-Calvi
Diecéze Teano-Calvi (latinsky Dioecesis Theanensis-Calvensis) je římskokatolická diecéze v Itálii, která je součástí neapolské církevní provincie, tvořící součást církevní oblasti Kampánie. Katedrálou je kostel sv. Klimenta v Teanu, konkatedrála v Calvi Risorta je zasvěcena P. Marie Nanebevzaté. 

## Stručná historie
Série teanských biskupů začíná jmény sv. Parida, Amasia a Urbana ve 4. století. Od 10. století byla teanská diecéze podřízena jako sufragánní Arcidiecézi Capua. Diecéze v Calvi je v tradici doložena již ve 4. století, kdy měl být prvním biskupem svatý Castus, ale prameny ji umožňují doložit až v 5. století. Také Calvi bylo sufragánní vůči capujské arcidiecézi. Obě diecéze byly aeque principaliter spojeny roku 1818, v roce 1979 byly včleněny do neapolské církevní provincie. Roku 1986 byly diecéze plně spojeny. Od roku 2021 je in persona episcopi spojena s diecézí Alife-Caiazzo a od roku 2023 s diecézí Sessa Aurunca. 